# یواس‌اس سارف‌برد (ای‌ام-۳۸۳)
یواس‌اس سارف‌برد (ای‌ام-۳۸۳) (به انگلیسی: USS Surfbird (AM-383)) یک کشتی بود که طول آن ۲۲۱ فوت ۱ اینچ (۶۷٫۳۹ متر) بود. این کشتی در سال ۱۹۴۴ ساخته شد.